# 築別駅

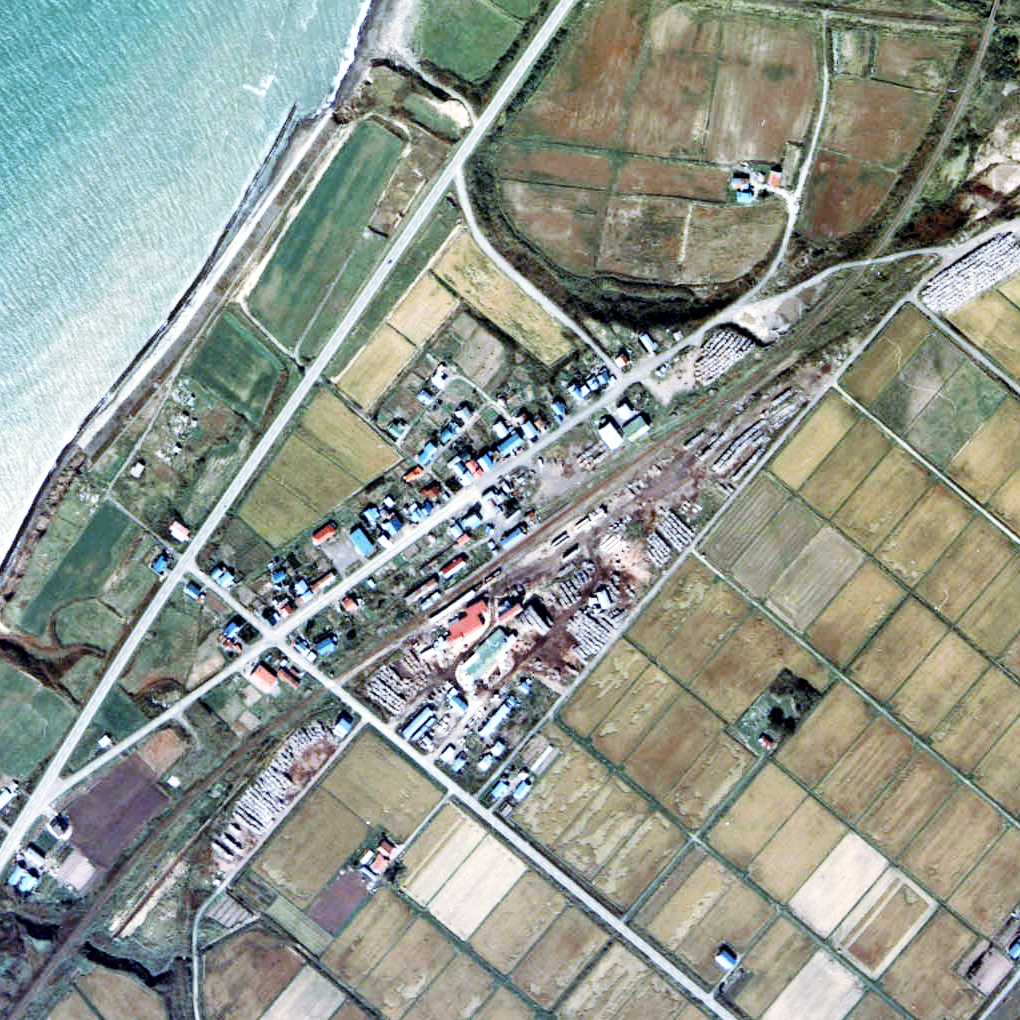
1977年の築別駅と周囲約1km範囲。上が幌延方面。長い単式ホーム1面1線と駅舎横の貨物ホームに引込み線、駅裏に2本の側線が確認できる。この側線は無人化後も外側1本が残された。元は単式の島状ホームも有し、単式2面2線であったが、既に撤去されているのか存在は確認出来ない。ストックヤードは駅裏以外にも駅構外南北に有り、木材が野積みされている。1970年までは羽幌炭礦鉄道が接続し、旅客車は国鉄の車両に連結する形で、スイッチバック的に羽幌駅まで乗り入れていた。炭鉱の石炭貨物の殆んどは駅裏のストックヤード側にあった側線へ一旦留置されてから本線を留萌に向かい、留萌港の同社所有の埠頭から全国へ船積みされていた。左下のストックヤード端を下へ90°カーブして本線と別れて行く軌道跡がはっきり残っている。また、右上の踏切手前には、転車台跡の窪みが残っている。

築別駅（ちくべつえき）は、北海道苫前郡羽幌町字築別にあった日本国有鉄道（国鉄）羽幌線・羽幌炭礦鉄道築別炭鉱線の駅（廃駅）である。電報略号はチヘ。事務管理コードは▲121616。
1970年（昭和45年）9月までは急行「はぼろ」の停車駅であったが、末期は一部の普通列車が通過した（1986年（昭和61年）11月1日改定の時刻（廃止時の時刻表）で下りのみ1本（急行「はぼろ」後継の主要駅停車列車。上りは停車））。

## 歴史
1970年（昭和45年）に羽幌炭鉱が閉山するまでは、築別炭砿（築別坑）へ向かう羽幌炭礦鉄道が接続した。
また、未成線となった名羽線は当駅から分岐して深名線朱鞠内駅へ接続する計画であり、羽幌炭礦鉄道と重複する当駅から曙駅にかけての区間は、その路盤を利用する予定であった。
- 1941年（昭和16年）
  - 12月9日 - 鉄道省羽幌線羽幌駅 - 当駅間延伸開通に伴い開業[1]。一般駅[1]。
  - 12月14日 - 羽幌炭礦鉄道線開業[4]。
- 1949年（昭和24年）6月1日 - 公共企業体である日本国有鉄道に移管。
- 1957年（昭和32年）11月6日 - 当駅 - 初山別駅間延伸開通に伴い中間駅となる。
- 1961年（昭和36年）1月15日 - 小樽駅・札幌駅 - 当駅間（函館本線、留萠本線、羽幌線経由）の準急「るもい」が運行開始。当初は下りが小樽発、上りが札幌行きだったが、同年10月1日から上下とも小樽発着となる。
- 1962年（昭和37年）5月1日 - 準急「るもい」の運行区間を延長し、札幌駅 - 幌延駅間（函館本線、留萠本線、羽幌線経由）の急行「はぼろ」が運行開始。当駅も停車駅となる。
- 1969年（昭和44年）10月1日 - 業務委託化。
- 1970年（昭和45年）9月7日 - 急行「はぼろ」の停車駅から外され、通過となる。
- 1970年（昭和45年）12月15日 - 羽幌炭礦鉄道線廃止[4]。
- 1982年（昭和57年）3月29日 - 貨物・荷物取り扱い廃止[1]。同時に無人化[5][6]。
- 1987年（昭和62年）3月30日 - 羽幌線の廃線に伴い廃止となる[1]。

### 駅名の由来
所在地名より。アイヌ語の「チュクペッ（cuk-pet）」（秋・川）に由来するとされる。この説は永田方正によるもので、山田秀三は永田説を踏まえて、秋にサケの多く上る川があったのではないかと推測している。
ただし、1973年（昭和48年）に国鉄北海道総局が発行した『北海道　駅名の起源』ではこれと同説を紹介しつつも疑問を呈し、「チケㇷ゚ペッ（ci-ke-p-pet）」（自分・を削った・もの・川＝切り立った崖の下を流れる川）由来の説が正しいようだ、としている。

## 駅構造
かつては単式ホーム・島式ホーム複合型2面3線に貨物側線を有する列車交換可能な職員配置駅（地上駅）であったが、廃止時点で、無人駅化の上、線路の西側（幌延方面に向かって左手側）の駅舎に面した単式ホーム1面1線に縮小されていた。このほか、廃止後撤去された島式ホーム跡への1線が側線として残り、ほかに駅舎側に幌延方から分岐した側線を1線有していた。
羽幌炭鉱鉄道が存在した頃は、炭鉱からの石炭車は一旦スイッチバックしてストックヤードに入り、そこから羽幌線に入って留萌方面に向かっていた。留萌駅では道外向けに船積みされたほか、道内向けの分はさらに留萌本線に入り深川駅方面へと輸送された。当時は配給の石炭の質が悪いため、貨車に積まれた羽幌炭を国鉄の職員が夜中にこっそりくすねることも多かったという。

## 利用状況
- 1981年度（昭和56年度）の1日乗降客数は23人[9]。

## 駅周辺
- 北海道道356号築別炭砿築別停車場線
- 国道232号（天売国道/日本海オロロンライン）
- 築別郵便局
- 築別川
- 沿岸バス「築別」停留所

## 駅跡
1999年（平成11年）時点では荒地になっており、駅前商店が残る。また貨物ホームのみが草生しながら残っている。

## 隣の駅
日本国有鉄道
羽幌線
羽幌駅 - 築別駅 -  天塩有明駅
かつて当駅と羽幌駅との間に下ノ滝仮乗降場（しものたきかりじょうこうじょう）が存在した（1956年（昭和31年）11月1日開業、1972年（昭和47年）2月8日廃止）。
羽幌炭礦鉄道
築別炭鉱線（廃止）
築別駅 - 五線駅